# Napad (wojsko)
Napad – uderzenie na stacjonarne pododdziały, stałe i chronione obiekty i urządzenia przeciwnika lub tylko rażenie ogniem przy zdecydowanym przeciwdziałaniu przeciwnika. 
Do wykonania napadu, w zależności od charakteru obiektu ataku i możliwości przeciwdziałania przeciwnika, wydziela się pododdziały lub grupy bojowe.
W zależności od sposobu działania rozróżnia się „napad z wejściem na obiekt ataku” i „napad ogniowy” realizowany z odległości za pomocą środków ogniowych.
Napad jest też jednym ze sposobów prowadzenia rozpoznania przez patrole rozpoznawcze oraz grupy dywersyjno-rozpoznawcze

## Elementy ugrupowania
- grupa wsparcia
- grupa szturmowa
- grupa minersko-torująca